# Acalypha richardiana
Acalypha richardiana é uma espécie de flor do gênero Acalypha, pertencente à família Euphorbiaceae.